# Meriem Meddeb
Meriem Meddeb, Myriam Meddeb ou Mariem Meddeb, née le 1er juillet 1987, est une nageuse franco-tunisienne.

## Carrière
Elle est médaillée d'argent du 50 mètres papillon aux championnats d'Afrique 2002 au Caire.
Elle est médaillée de bronze du 100 mètres papillon, du 200 mètres papillon et du 4 x 200 mètres nage libre ainsi que médaillée d'argent du 4 x 100 mètres nage libre aux championnats d'Afrique 2006 à Dakar. Aux Jeux africains de 2007 à Alger, elle est médaillée de bronze du 4 × 100 mètres nage libre. Aux Jeux panarabes de 2007 au Caire, elle est médaillée d'or du 4 × 100 mètres quatre nages et médaillée d'argent du 50 mètres papillon, du 100 mètres papillon et du 200 mètres papillon.
Aux championnats d'Afrique 2008 à Johannesbourg, elle remporte la médaille d'or du 4 × 100 mètres nage libre, la médaille d'argent du 4 × 100 mètres quatre nages et la médaille de bronze du 100 mètres papillon.
Elle est médaillée de bronze du relais 4 × 100 mètres nage libre aux championnats d'Afrique 2010 à Casablanca.